# Angelo Lamanna
Angelo Lamanna (Gioia del Colle, 1923 – 2004) was een Italiaans componist, dirigent, eufoniumspeler en trombonist.

## Levensloop
Lamanna kreeg zijn eerste muziekles in muziektheorie van zijn vader en oudere broer, beide waren muzikanten in de plaatselijke banda (harmonieorkest). Aanvankelijk leerde hij de trompet te bespelen en vanaf 1933 perfectioneerde hij zijn bekwaamheid bij Filippo Melchiorre, die een jeugdbanda in Gioia del Colle had opgericht. Later wisselde hij het instrument en speelde voortaan op het eufonium. Lamanna ontwikkelde zich spoedig tot een solist en ware virtuoos op het instrument. Hij speelde als solist met vele harmonieorkesten in de provincie Apulië. Hij studeerde trombone aan het Conservatorio di Musica Niccolò Piccinni in Bari. Vervolgens werd hij muziekleraar aan diverse middelbare scholen in de regio.
Als componist begon hij met het schrijven van werken voor banda (harmonieorkest), marsen, treurmarsen en dansen, solostukken voor blaasinstrumenten (klarinet, trompet en saxofoon) met begeleiding van het harmonieorkest, aan het begin van de jaren 1950. Lamanna publiceerde circa 80 werken, waarvan de symfonische mars Cinesina (Chinese vrouw), Elegia en Pietà de bekendste zijn.

## Composities

### Werken voor banda (harmonieorkest)
- 1955 Anima latina, marcia sinfonica
- 1955 Molise, marcia sinfonica
- 1957 Elegia, treurmars[2]
- 1957 Elisa, marcia sinfonica
- 1957 Lux, mars
- 1959 De profundis, treurmars
- 1962 Tristezza, treurmars
- 1962 Venerdi Santo, treurmars
- 1963 A Paolo Falcicchio, treurmars
- 1964 Cinesina (Chinese vrouw), marcia sinfonica
- 1965 Passione, treurmars
- 1966 Elena, mars
- 1967 Miserere, treurmars
- 1967 Pax, treurmars
- 1968 Sabato Santo, treurmars
- 1968 Via Crucis, treurmars
- 1969 Crisantemi, treurmars
- 1969 Sepolcro, treurmars
- 1970 Pietà, treurmars
- 1970 Tormento, treurmars
- 1971 Eco dolorosa, treurmars
- 1971 Lacrime, treurmars
- 1972 Sotto i cipressi, treurmars
- 1973 Ara Pacis, treurmars
- 1973 Cordoglio, treurmars
- 1974 Pentapon, scherzo mars
- 1975 Angoscia, treurmars
- 1975 Rimpianto, treurmars
- 1976 Lazio, marcia sinfonica
- 1976 Oblio, treurmars
- 1976 Sconforto, treurmars
- 1977 Desolazione, treurmars
- 1977 Strazio, treurmars
- 1978 Mater Dei, treurmars
- 1979 Amarezza, treurmars
- 1984 Ausonia, mars
- 1984 Ferragosto, marcia sinfonica
- 1985 Giovedi Santo, treurmars
- 1986 Europa, mars
- 1986 Lucania, marcia sinfonica
- 1987 Clio, mars
- 1988 Arcisate, mars
- 1989 Ester, scherzo mars
- 1989 Mestizia, treurmars
- 1990 Aria festosa, marcia sinfonica
- 1990 Meridiana, mars
- 1991 Salento, marcia sinfonica
- 1992 Santa Croce, treurmars
- 1993 Saturnia, mars
- 1993 Zia Rosa, scherzo mars
- 1994 Martedi Santo, treurmars
- 1994 Mercoledi Santo, treurmars
- 1995 Omaggio a Capurso, marcia sinfonica
- 1995 Palagiano in festa, marcia sinfonica
- 1996 Lunedi Santo, treurmars
- Addolorata, treurmars
- Altamura, marcia sinfonica
- Atella, scherzo mars
- Conversano, marcia sinfonica
- Corona di spine, treurmars
- Gravina di Puglia, marcia sinfonica
- Mottola in festa, marcia sinfonica
- Ora pro nobis, treurmars
- Rapolla, marcia sinfonica
- Santeramo, mars
- Settembrina, marcia sinfonica
- Vecchi pastori, marcia sinfonica
- Vita eterna, treurmars
- Viva la piazza, mars